# 三津浜工業
三津浜工業株式会社（みつはまこうぎょう）は、東京都大田区に本社を置く企業。

## 概要
消防用設備機器が主な製品。

## 主な製品
- 消火器　(初田製作所・モリタ宮田工業・ヤマトプロテックなどのOEM品)
- 移動式粉末消火設備
- 避難設備
- 火災報知設備
- 非常警報設備
- 誘導灯設備
- 消火栓設備

## 業務内容
- 消防設備の設計及び施工
- 消防設備の点検整備及び補修工事
- 消防設備機器の販売
- 上記業務に附随する業務

## 支店
川崎支店 〒216-0001
神奈川県川崎市宮前区野川3006-18